# IC 4703
IC 4703 — галактика типу EN (емісійна туманність) у сузір'ї Змія.
Цей об'єкт міститься в оригінальній редакції індексного каталогу.